# Франц (Саксония-Кобург-Заалфелд)
Вижте пояснителната страница за други личности с името Франц.
Франц Фридрих Антон (на немски: Franz Friedrich Anton von Sachsen-Coburg-Saalfeld; * 15 юли 1750, дворец Еренбург, Кобург; † 9 декември 1806, Кобург) е от 1800 до 1806 г. херцог на Саксония-Кобург-Заалфелд и дядо на британската кралица Виктория и нейния съпруг принц Алберт.

## Живот
Франц е най-възрастният син на херцог Ернст Фридрих фон Саксония-Кобург-Заалфелд (1724 – 1800) и съпругата му София Антония фон Брауншвайг-Волфенбютел (1724 – 1802), дъщеря на херцог Албрехт II фон Брауншвайг-Волфенбиютел.
На 6 март 1776 г. в Хилдбургхаузен той се жени за принцеса София фон Саксония-Хилдбургхаузен (1760 – 1776), дъщеря на херцог Ернст Фридрих III фон Саксония-Хилдбургхаузен, която умира същата година. Една година по-късно, на 13 юни 1777 г., Франц се жени втори път за графиня Августа Ройс Еберсдорф (1757 – 1831), дъщеря на граф Хайнрих XXIV фон Ройс-Еберсдорф (1724 – 1779) от род Дом Ройс.
През 1800 г. той последва баща си като херцог на Саксония-Кобург-Заалфелд.
Франц Фридрих Антон е погребан през 1806 г. в мавзолей в дворцовата градина на Кобург. Поетът Йохан Фридрих Льовен посвещава на принца одата: „An den Prinzen Franz Friedrich Anton“.
- Августа Ройс-Еберсдорф, модел за Артемизия, 1775 г. от Йохан Хайнрих Тишбайн Стари
- Херцог Франц Фридрих Антон фон Сакс-Кобург-Заалфелд

## Деца
Франц и Августа Ройс Еберсдорф имат десет деца:
- София (1778 – 1835)

∞ 1804 Емануел фон Менсдорф-Пуили, от 1818 граф (1777 – 1852)
- Антоанета (1779 – 1824)

∞ 1798 принц Александер фон Вюртемберг (1771–1833)
- Юлияна (1781 – 1860), „Анна Фьодоровна“

∞ 1796 (разв. 1820) велик княз Константин Павлович (1779 – 1831)
- Ернст I (1784 – 1844), баща на принц Алберт
- Фердинанд Георг Август (1785 – 1851)
- Виктория (1786 – 1861)

∞ 1. 1803 княз Емих-Карл от Лайнинген (1763 – 1814)
∞ 2. 1818 Едуард Огъстъс, херцог на Кент (1767 – 1820), майка на кралица Виктория
- Марияна Шарлота (1788 – 1794)
- Леополд I (1790 – 1865), от 1831 крал на белгийците
- Максимилиан (1792 – 1793)